# 트리니티 교회 (맨해튼)

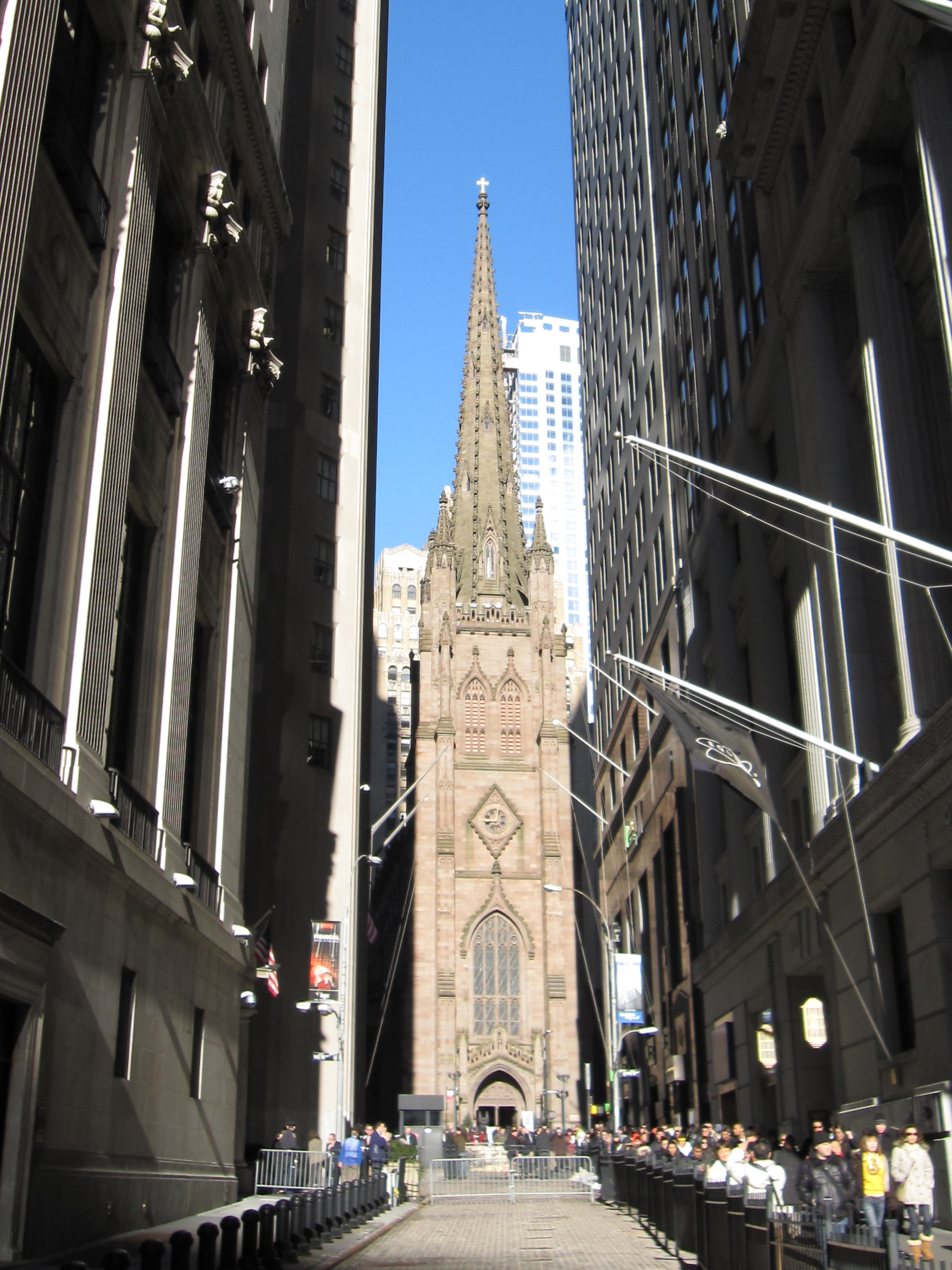
트리니티 교회

트리니티 교회(Trinity Church)는 로어 맨해튼에 위치한 교회이다.